# Vale spotvogel
De vale spotvogel (Hippolais pallida) was een zangvogel uit de familie van Acrocephalidae. Hoewel hij tot het geslacht van de spotvogels behoort, lijkt hij meer op een kleine karekiet of een tuinfluiter.

## Taxonomie
Deze soort is daarom sinds de eeuwwisseling uit het geslacht Hippolais gehaald en geplaatst in het geslacht Iduna. Daarna is de soort gesplitst in twee soorten:
- westelijke vale spotvogel (Iduna opaca)
- oostelijke vale spotvogel (Iduna pallida)

## Verspreiding en leefgebied
De oostelijke vale spotvogel broedt in Zuid- en Oost-Europa en het Midden-Oosten. Het is een trekvogel die in Midden-, Oost-Afrika en het Arabisch Schiereiland overwintert en als dwaalgast voorkomt in de rest van Europa.
De westelijke vale spotvogel is iets groter. Deze vogel komt voor op het Iberisch Schiereiland en overwintert in Midden- en West-Afrika en is een dwaalgast in de rest van Europa. 